# Depresiunea Hațeg
Depresiunea Hațeg este o depresiune în județul Hunedoara, Transilvania, România.
Depresiunea Hațegului are ca limite Munții Șureanu, pasul Merișor, Muntii Țarcu, Munții Retezat și Munții Poiana Ruscă .Relieful depresiunii este deluros în partea nordică, cu muncei și dealuri în partea sudică și se prezintă ca și un golf depresionar.
În Municipiul Hunedoara exista peste 80.000 locuitori.